# Synereza (językoznawstwo)
Synereza – wymawianie dwóch samogłosek jako jednej sylaby, przeciwieństwo dierezy, np. w ogóle → wogle.